# 冯靖英
冯靖英（1963年5月—）女，北京市人，中华人民共和国官员，中国国家博物馆财务总监。

## 生平
冯靖英是中国共产党党员，大学学历。1985年8月到1988年12月，任文化部计财司审计室科员。1988年12月到1995年9月，任审计署派驻文化部审计局科员、主任科员。1995年9月到1998年9月，任综合业务处副处长。1998年9月到1999年1月，任审计署卫生药品审计局副处长。1999年1月到2001年1月，任审计署文化体育审计局二处副处长。2001年1月到2004年9月，任审计署文化体育审计局二处处长。2004年9月到2006年9月，任审计署经济执法审计局一处处长。2006年10月，任中国国家博物馆资产财务处处长。2011年7月，任中国国家博物馆财务总监。